# Pelham Parkway (stacja metra na White Plains Road Line)
Pelham Parkway – stacja metra nowojorskiego, na linii 2. Znajduje się w dzielnicy Bronx, w Nowym Jorku i zlokalizowana jest pomiędzy stacjami Allerton Avenue i Bronx Park East. Została otwarta 3 marca 1917.